# 氷川神社 (中野区江古田)
氷川神社（ひかわじんじゃ）は、東京都中野区江古田にある神社。地名を冠して江古田氷川神社（えごたひかわじんじゃ）とも称される。

## 概要
1460年（寛正元年）に創建された。現在の神楽殿は、1847年（弘化4年）に建てられたもので、1932年（昭和7年）までは本殿として使われた。
当初は「氷川明神社」という名称で、江古田村の鎮守であった。旧別当寺は東福寺だった。明治時代になり、「氷川神社」に改称された。
毎年10月の例祭で奉納される三匹獅子舞は「江古田の獅子舞」として知られ、東京都の無形民俗文化財に指定されている。

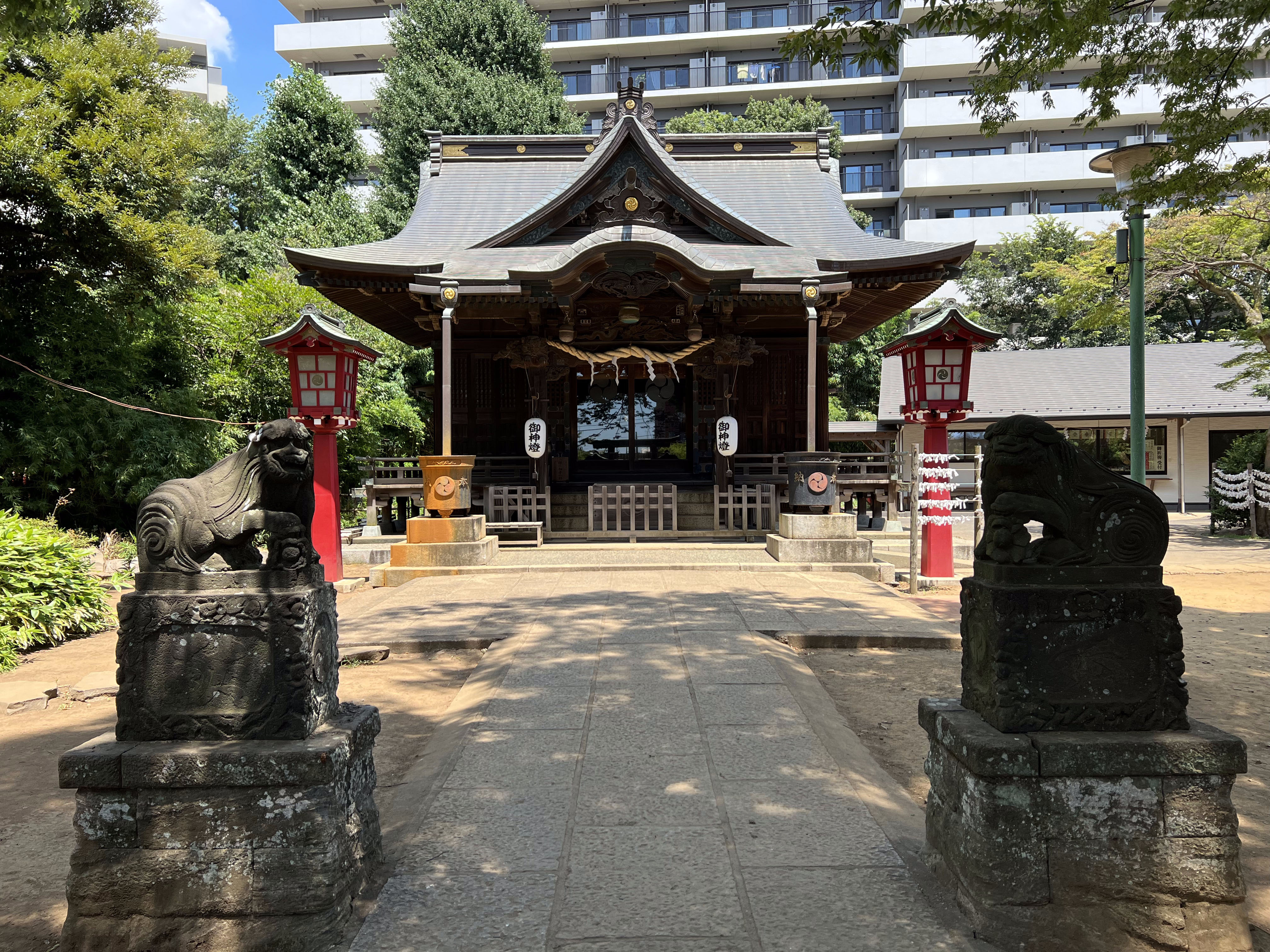
拝殿
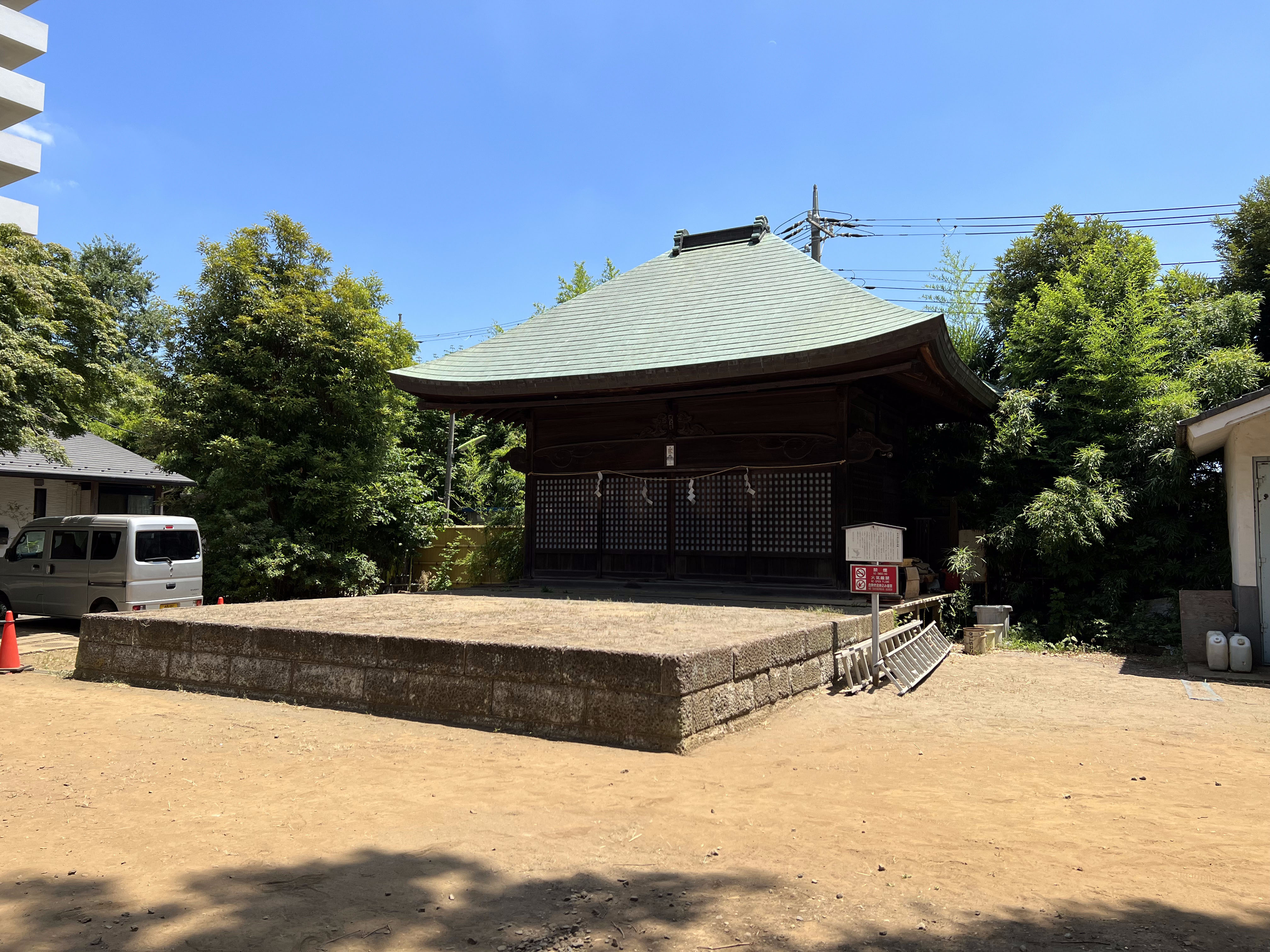
神楽殿

## 交通アクセス
- 新江古田駅より徒歩11分。